# Undisputed III: Redemption
『Undisputed III: Redemption』は、2010年に公開されたアメリカ合衆国のアクション映画。デッドロックシリーズの3作目に当たり、主人公は前作「デッドロックII」で悪役だったユーリ・ボイカが引き継いでいる。日本国内ではDVD、Blu-ray Discともに未発売。

## ストーリー
アイスマンことジョージ・チェンバースに敗れたかつてのチャンピオン、ユーリ・ボイカは、膝の怪我によって以前のように戦えず、用務員に降格していた。一方ロシアンマフィアのボスであるガガは地下格闘技大会を世界中の凶悪犯を参加させるトーナメントへ拡大していた。これに勝てば釈放されると知ったボイカは密かにトレーニングを開始。予選を突破したサイコフに挑戦し、彼を打ち破ってトーナメントへの出場権を得る。
ボイカはジョージアの刑務所に移送される。そこには世界中からマフィアの後援を受けた凶悪犯たちが集まっており、彼らはファイターとしてトーナメントに参加する。囚人たちは試合とトレーニング以外は重労働を課せられるが、コロンビア麻薬カルテルの殺し屋、ドロールことラウル・キニョーネスだけは免除されている。ボイカはアメリカ人のファイター、ターボことジェリコ・ジョーンズといがみ合う。試合によってボイカ、ターボ、ドロール、ブラジル人ファイターのロドリゴ・シルヴァが第2ラウンドに進むが、負けたファイターたちは秘密裏に殺されている。トーナメントの首謀者であるジョージアのマフィア、レゾは、ドロールを勝たせるためにドーピングを行っており、トーナメント自体が出来レースとなっている。
ボイカはシルヴァを破って決勝に進む。やがてボイカとターボは打ち解け合い、決勝で対決するために切磋琢磨するが、2人の実力を危険視したレゾが刑務所長のクスに命じてターボに怪我を負わせる。負けたファイターたちが殺されることを知ったボイカはターボを逃亡させるが、膝が弱点であることを知られる。決勝戦にて、ドロールはボイカの膝を攻撃して有利に戦うが、リングの脇に置いてあったモップを見たボイカは惨めな用務員時代を思い出し奮起する。最終的にボイカはドロールの脛を折って勝利する。
トーナメントを制覇したボイカだが、ターボを逃がした責任のために殺されそうになる。しかしそこにターボが駆けつけて救われる。ボイカはガガから金を受け取り、笑いながら走り出す。

## キャスト
| 役名                             | 俳優                             |
| -------------------------------- | -------------------------------- |
| ユーリ・ボイカ                   | スコット・アドキンス             |
| ジェリコ・"ターボ"・ジョーンズ   | マイケル・シャノン・ジェンキンス |
| ガガ                             | マーク・イヴァニール             |
| ラウル・"ドロール"・キニョーネス | マルコ・サロール                 |
| クス                             | フリスト・ショポフ               |
| ファルナッティ                   | ロバート・コスタンゾ             |
| レゾ                             | ヴァーノン・ドブチェフ           |
| サイコフ                         | エステバン・クエト               |
| ロドリゴ・シルヴァ               | ラティーフ・クラウダー           |
| チャイ・ラム                     | チョ・イルラム                   |
| マルコフ                         | バレンティン・ガネフ             |